# 안진근
안진근(1994년 3월 28일 ~ )은 대한민국 전 KBO 리그 LG 트윈스, KT 위즈의 야구 선수였다. 경기고등학교를 졸업했다.